# 兵営南氏
兵営南氏（ピョンヨンナムし、朝鮮語: 병영남씨）は、朝鮮の氏族の一つ。2015年の調査では5人未満である。
李氏朝鮮時代にオランダのホルクム出身のヘンドリック・ハメル一行が遭難して全羅道に漂流し、現地の朝鮮人女性と結婚したが、その子孫が兵営南氏である。